# Aarhus Gymnastikforening 2013-2014
Questa voce raccoglie le informazioni riguardanti l'Aarhus Gymnastikforening nelle competizioni ufficiali della stagione 2013-2014.

## Maglie e sponsor
Lo sponsor tecnico per la stagione 2013-2014 fu Hummel, mentre lo sponsor ufficiale fu youSee. La divisa casalinga era composta da una maglietta bianca con rifiniture blu marino, pantaloncini e calzettoni della stessa tonalità di blu. Quella da trasferta era invece completamente blu marino.
| Casa | Trasferta |

## Rosa
| N. |                        | Ruolo | Calciatore              |
| -- | ---------------------- | ----- | ----------------------- |
| 1  | Danimarca (bandiera)   | P     | Steffen Rasmussen       |
| 2  | Finlandia (bandiera)   | D     | Petri Pasanen           |
| 3  | Norvegia (bandiera)    | D     | Johan Lædre Bjørdal     |
| 4  | Ghana (bandiera)       | C     | Mohammed Abu            |
| 5  | Danimarca (bandiera)   | D     | Alexander Juel Andersen |
| 6  | Inghilterra (bandiera) | D     | Adam Eckersley          |
| 7  | Danimarca (bandiera)   | C     | Stephan Petersen        |
| 8  | Danimarca (bandiera)   | C     | Hjalte Nørregaard       |
| 9  | Danimarca (bandiera)   | C     | Danny Olsen             |
| 10 | Danimarca (bandiera)   | C     | Martin Jørgensen        |
| 11 | Danimarca (bandiera)   | A     | Jesper Lange            |
| 14 | Danimarca (bandiera)   | A     | Søren Larsen            |
| 15 | Ghana (bandiera)       | C     | Dominic Oduro           |
| 16 | Danimarca (bandiera)   | D     | Jens Jønsson            |

| N. |                      | Ruolo | Calciatore             |
| -- | -------------------- | ----- | ---------------------- |
| 17 | Danimarca (bandiera) | C     | Osama Akharraz         |
| 18 | Francia (bandiera)   | D     | Arthur Sorin           |
| 20 | Islanda (bandiera)   | D     | Orri Sigurður Ómarsson |
| 21 | Georgia (bandiera)   | A     | Mate Vatsadze          |
| 22 | Georgia (bandiera)   | A     | Davit Skhirtladze      |
| 23 | Danimarca (bandiera) | P     | Emil Ousager           |
| 25 | Danimarca (bandiera) | C     | Kasper Povlsen         |
| 27 | Danimarca (bandiera) | D     | Anders Kure            |
| 28 | Danimarca (bandiera) | A     | Marcus Solberg         |
| 30 | Georgia (bandiera)   | A     | Davit Devdariani       |
| 32 | Nigeria (bandiera)   | C     | Edafe Egbedi           |
| 37 | Danimarca (bandiera) | D     | Mikkel Kirkeskov       |
| 38 | Danimarca (bandiera) | C     | Casper Sloth           |

## Calciomercato

### Sessione estiva(dal 01/07 al 31/08)
| Arrivi | Arrivi                  | Arrivi          | Arrivi     |
| R.     | Nome                    | da              | Modalità   |
| ------ | ----------------------- | --------------- | ---------- |
| D      | Alexander Juel Andersen | Horsens         | definitivo |
| C      | Mohammed Abu            | Manchester City | prestito   |
| A      | Jesper Lange            |                 | svincolato |

| Partenze | Partenze          | Partenze  | Partenze   |
| R.       | Nome              | a         | Modalità   |
| -------- | ----------------- | --------- | ---------- |
| D        | Atle Roar Håland  |           | ritiro     |
| D        | Frans Dhia Putros | Silkeborg | prestito   |
| C        | Emil Scheel       | Silkeborg | definitivo |

### Sessione invernale(dal 01/01 al 31/01)
| Arrivi | Arrivi              | Arrivi | Arrivi     |
| R.     | Nome                | da     | Modalità   |
| ------ | ------------------- | ------ | ---------- |
| D      | Johan Lædre Bjørdal |        | svincolato |
| C      | Danny Olsen         |        | svincolato |

| Partenze | Partenze     | Partenze        | Partenze      |
| R.       | Nome         | a               | Modalità      |
| -------- | ------------ | --------------- | ------------- |
| C        | Mohammed Abu | Manchester City | fine prestito |

## Risultati

### Superligaen
| Arbitro: | Poulsen |

|  |           |                                |
|  | Marcatori | 12’ (aut.) Kirkeskov 27’ Sisto |

| Arbitro: | Mogensen |

|  |           |                        |
|  | Marcatori | 13’ Akharraz 80’ Sloth |

| Arbitro: | Tykgaard |

|                        |           |                     |
| Akharraz 73’ Sloth 83’ | Marcatori | 90’ (rig.) Stokholm |

| Arbitro: | Hansen |

|                                                                  |           |             |
| van Buren 45’, 68’ Andreasen 58’ Braithwaite 76’ P. Ankersen 87’ | Marcatori | 87’ Povlsen |

| Arbitro: | Maae |

|               |           |           |
| Jørgensen 45’ | Marcatori | 18’ Sloth |

| Arbitro: | Christoffersen |

|                               |           |             |
| Nørregaard 8’ Larsen 57’, 60’ | Marcatori | 4’ Jónasson |

| Arbitro: | Poulsen |

|                                  |           |                                                                         |
| Jensen 27’ Larsen 35’ Skoubo 57’ | Marcatori | 44’ Akharraz 46’ Sorin 49’ Andersen 75’ Larsen 82’ Lange 90’ Devdariani |

| Arbitro: | Kristoffersen |

|  |           |              |
|  | Marcatori | 20’ Ogunbiyi |

| Arbitro: | Christoffersen |

|           |           |                             |
| Sloth 54’ | Marcatori | 3’, 51’ Makienok 69’ Zohore |

| Aalborg 29 settembre 2013, ore 17:00 10ª giornata | Aalborg  | 0 – 0 referto | Aarhus | Nordjyske Arena (7.447 spett.)\| Arbitro: \| Johansen \| |
| Arbitro:                                          | Johansen |               |        |                                                          |

| Arbitro: | Tykgaard |

|                          |           |                         |
| Lundberg 13’ Borring 40’ | Marcatori | 9’ Pasanen 90’ Vatsadze |

| Arbitro: | Poulsen |

|  |           |                  |
|  | Marcatori | 50’ Christiansen |

| Arbitro: | Maae |

|  |           |                    |
|  | Marcatori | 5’ Lange 83’ Sloth |

| Arbitro: | Kristoffersen |

|                         |           |                     |
| Akharraz 45’ Larsen 64’ | Marcatori | 90’ (rig.) Dalgaard |

| Arbitro: | Hansen |

|                                  |           |  |
| Durmisi 56’ Phiri 72’ Zohore 74’ | Marcatori |  |

| Arbitro: | Tykgaard |

|                 |           |                                |
| Larsen 24’, 90’ | Marcatori | 29’ (rig.) Festersen 89’ Hende |

| Arbitro: | Mogensen |

|                                          |           |                |
| Abdellaoue 5’, 66’ Skoubo 10’ Jensen 51’ | Marcatori | 53’ Devdariani |

| Arbitro: | Maae |

|                                          |           |  |
| Rasmussen 19’ Sviatchenko 38’ Larsen 44’ | Marcatori |  |